# Поспєлихинський район
Поспєли́хинський район (рос. Поспелихинский район) — район у складі Алтайського краю Російської Федерації.
Адміністративний центр — село Поспєлиха.

## Історія
Район утворений 1924 року.

## Населення
Населення — 22855 осіб (2019; 24788 в 2010, 28065 у 2002).

## Адміністративний поділ
Район адміністративно поділяється на 11 сільських поселень (сільських рад):
| Поселення                               | Площа, км² | Населення, осіб (2002) | Населення, осіб (2010) | Населення, осіб (2019) | Центр            | Населені пункти |
| --------------------------------------- | ---------- | ---------------------- | ---------------------- | ---------------------- | ---------------- | --------------- |
| 12 літ Октября сільська рада            | 188,70     | 1191                   | 895                    | 754                    | 12 літ Октября   | 4               |
| Борківська сільська рада                | 356,61     | 1379                   | 1152                   | 1084                   | Хлібороб         | 3               |
| Калмицько-Мисівська сільська рада       | 214,73     | 1572                   | 1268                   | 1110                   | Калмицькі Миси   | 1               |
| Клепечихинська сільська рада            | 216,89     | 1548                   | 1431                   | 1301                   | Клепечиха        | 2               |
| Красноярська сільська рада              | 281,34     | 1323                   | 1060                   | 848                    | Красноярське     | 3               |
| Мамонтовська сільська рада              | 213,84     | 1850                   | 1770                   | 1736                   | імені Мамонтова  | 2               |
| Ніколаєвська сільська рада              | 346,77     | 2088                   | 1754                   | 1626                   | Ніколаєвка       | 2               |
| Озимівська сільська рада                | 133,59     | 947                    | 770                    | 669                    | Озима            | 1               |
| Поспєлихинська Центральна сільська рада | 29,91      | 13693                  | 12496                  | 11654                  | Поспєлиха        | 1               |
| Поспєлихинська сільська рада            | 275,99     | 1442                   | 1230                   | 1115                   | Поспіліхінський  | 3               |
| Червоноалтайська сільська рада          | 164,52     | 1032                   | 962                    | 958                    | Факел Соціалізма | 2               |

## Найбільші населені пункти
Нижче подано список населених пунктів з чисельністю населенням понад 1000 осіб:
| № | Населений пункт | Населення, осіб (2002) | Населення, осіб (2010) |
| - | --------------- | ---------------------- | ---------------------- |
| 1 | Поспєлиха       | 13693                  | 12496                  |
| 2 | імені Мамонтова | 1500                   | 1441                   |
| 3 | Ніколаєвка      | 1625                   | 1364                   |
| 4 | Клепечиха       | 1444                   | 1330                   |
| 5 | Калмицькі Миси  | 1572                   | 1268                   |
| 6 | Поспіліхінський | 1236                   | 1078                   |